# Pseudophichthys splendens
Pseudophichthys splendens är en fiskart som först beskrevs av Lea, 1913.  Pseudophichthys splendens ingår i släktet Pseudophichthys och familjen havsålar. Inga underarter finns listade i Catalogue of Life.
Arten blir maximal 38,7 cm lång. Bröstfenan har ungefär samma storlek som ögat. Framför bröstfenan och vid svansens början finns en svart fläck. Fisken har en långsträckt kropp som är i bakre delen avplattad från sidan. Den övre käken står lite längre fram än den nedre. Pseudophichthys splendens har ingen bukfena. Största delen av kroppen har en brun färg men huvudet är vinrött till violett. Ungar har än fler små svarta fläckar över hela kroppen. Ibland bildar några mörka punkter en ring. Huvudet utgör ungefär 13 procent av hela längden.
Denna fisk förekommer i Atlanten nära kusten från Marocko till Senegal, vid Kanarieöarna, vid Azorerna, från Florida till nordöstra Brasilien samt i Mexikanska golfen och Karibiska havet. Arten vistas vanligen 125 till 1650 meter under havsytan. Exemplaren hittas vanligen vid slammig botten.
För beståndet är inga hot kända. IUCN listar arten som livskraftig (LC).